# Capita
Osvaldo Pedro Capemba (Luanda, 10 januari 2002), voetbalnaam Capita, is een Angolees voetballer die in het seizoen 2020/21 door Lille OSC wordt uitgeleend aan Royal Excel Moeskroen. Capita is een aanvaller die het liefst als linksbuiten wordt uitgespeeld.